# Verdienstorden des Landes Nordrhein-Westfalen

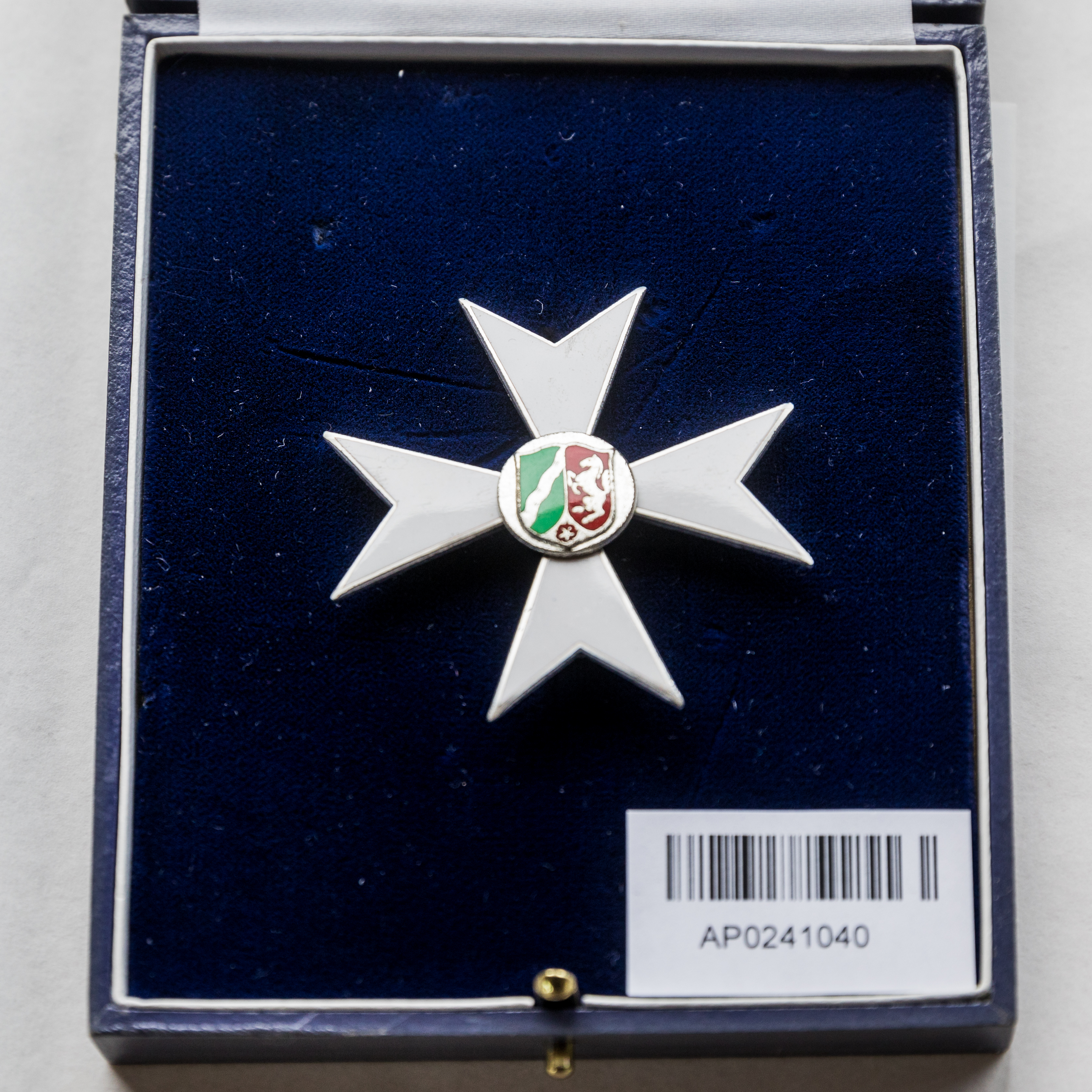
Verdienstorden des Landes Nordrhein-Westfalen

Der Verdienstorden des Landes Nordrhein-Westfalen ist ein Orden und Ehrenzeichen und – neben dem Staatspreis des Landes Nordrhein-Westfalen – die höchste Auszeichnung Nordrhein-Westfalens.
Die Gestalt des Ordens ergibt sich aus einem schlichten, weißemaillierten Malteserkreuz mit einer silbernen Scheibe im Zentrum, auf der das Wappen Nordrhein-Westfalens abgebildet ist.
Das Gesetz über den Verdienstorden des Landes Nordrhein-Westfalen wurde am 11. März 1986 verkündet und trat am darauffolgenden Tag in Kraft.
Der Orden wurde vom damaligen Ministerpräsidenten Johannes Rau gestiftet. Er wird an Bürger und Ausländer aus allen Gruppen der Bevölkerung und darüber hinaus verliehen, deren außerordentliche Verdienste für die nordrhein-westfälische Allgemeinheit in allen Lebensbereichen erworben worden sein können. Vorschlagsberechtigt sind die Mitglieder der Regierung für ihre jeweiligen Ressorts sowie der Landtagspräsident für den Landtag. Die Verleihung erfolgt durch den Ministerpräsidenten. Anregungen zur Verleihung können durch jedermann erfolgen.
Die Zahl der Landesorden ist auf 2.500 lebende Preisträger begrenzt. Seit Bestehen haben 1.638 Menschen diese Auszeichnung erhalten (Stand: August 2019). Der Ministerpräsident und der Landtagspräsident sind von Amts wegen Inhaber des Ordens.
Historisch betrachtet ist der Verdienstorden des Landes Nordrhein-Westfalen nach dem Hubertusorden der zweite in Düsseldorf gestiftete Orden. 